# Frederick Chien
Frederick Chien, né le 17 février 1935, est un homme politique taïwanais.
Il a été ministre des Affaires étrangères de Taïwan de 1990 à 1996. 
Il est membre honoraire du Club de Rome.